# Psittacule d'Edwards
Psittaculirostris edwardsii
Espèce
Statut de conservation UICN

 LC  : Préoccupation mineure
Statut CITES

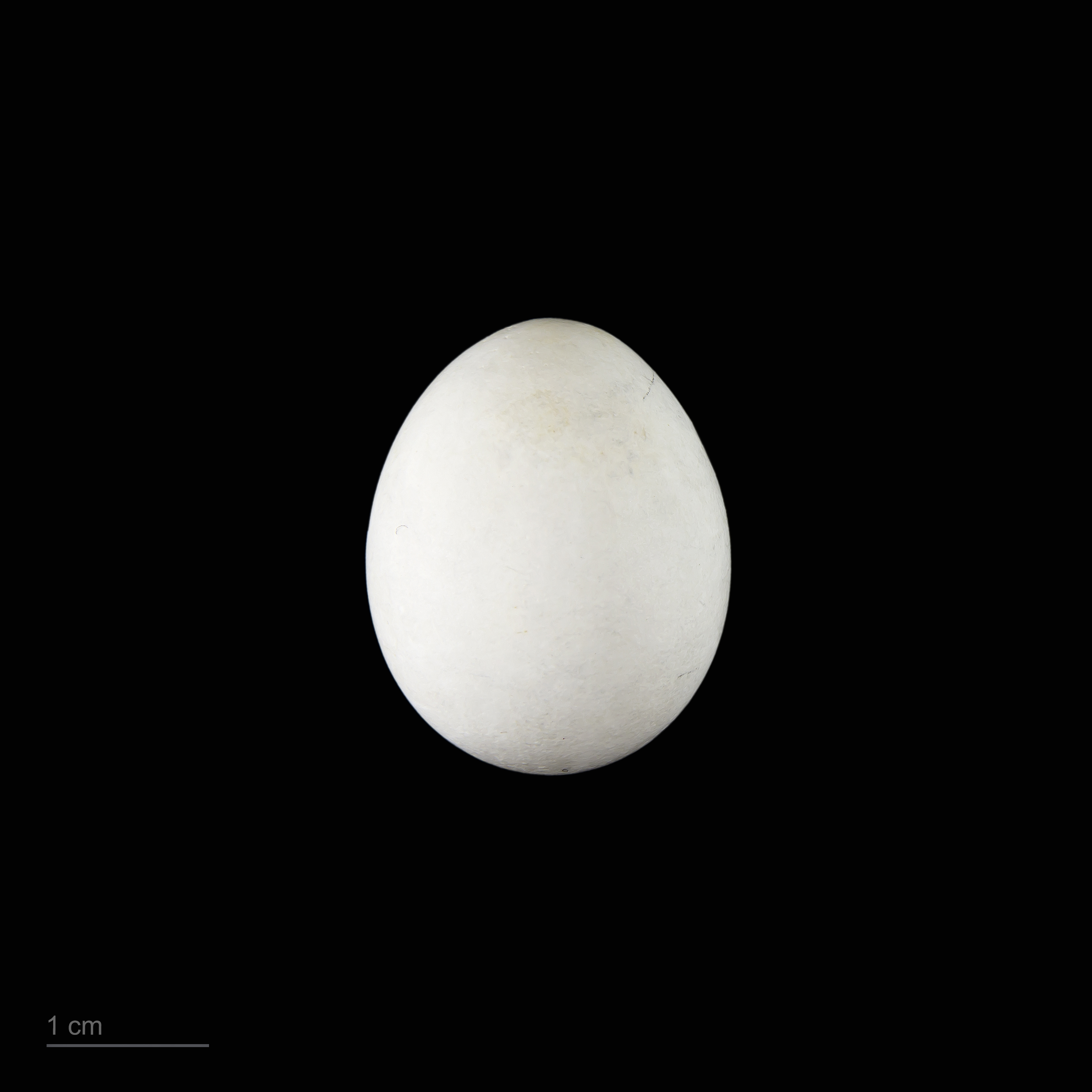
Œuf de Psittaculirostris edwardsii - Muséum de Toulouse

Le Psittacule d'Edwards (Psittaculirostris edwardsii) est une espèce d'oiseaux de la famille des Psittacidae qui vit dans les forêts tropicales et de nuage du nord et du nord-est de la Nouvelle-Guinée. Le nom normalisé de ce perroquet lui a été donné en l'honneur de Alphonse Milne-Edwards.
Il s'agit d'un perroquet trapu de taille moyenne des forêts et des jardins des plaines et des contreforts.
Corps vert, couronne et bande violette sur la poitrine avec un motif de tête rouge et jaune très distinctif. Joue striée de jaune avec des stries rouges vers la gorge. Le mâle a le ventre rouge.
Habituellement vit en couples ou en petits groupes, bien qu'il se rassemble en grand nombre sur les figuiers en fruits.

## Habitat
Cette espèce est originaire de la Nouvelle-Guinée de de la Papouasie.

## Comportements
Ils se déplacent vite et se perchent à l’envers pour se nourrir. Ils se déplacent en vol et marchent sur leurs deux pattes (bipédie). Ils ont un comportement semblable aux caïques, sautant sur leurs pattes pour se déplacer sur la surface.

## Alimentation
C’est une espèce frugivore. Elle a besoin de plus de vitamine K que les autres espèces de perroquets, puisqu’une carence en celle qui a entraîner le décès des oisillons encore dans leurs œufs. Ils se nourrissent de fruits tels que des figues, de pommes, de poires, d’oranges, de bananes, de fruits de cactus et de grenades qui constituent 50% de leur diète. Ils se nourrissent aussi de graines comme le millet, l’avoine, le chanvre, le carthame, de baies de sorbier et de sureau, de raisins secs trempés, d’œufs bouillis ainsi que des vers (principalement durant les 3 premières semaines de vie des oisillons) lors de la saison de reproduction. Ils se nourrissent de nourriture pour chien trempées et du maïs frais pour les individus vivants en Australie.

## Reproduction
La durée de l'incubation est de 25 jours. La femelle pond environ 2 oeufs. Les oisillons quittent le nid à l'âge de 8 semaines.